# Ondavská vrchovina
Ondavská vrchovina je slovenské pohoří, které představuje geomorfologický celek v rámci geomorfologické oblasti Nízke Beskydy. Rozkládá se v Prešovském kraji.
Ondavská vrchovina je tvořena převážně flyšovými horninami. Její nadmořská výška se směrem od severu k jihu postupně snižuje. Nejvyššími místy jsou Smilniansky vrch (749 metrů), Filipovský vrch (705 metrů), Kačalová (676 metrů) a Čierna hora (667 metrů). V jižní části Ondavské vrchoviny se nadmořská výška pohybuje okolo 200 metrů.
Na Ondavské vrchovině se střídají malebné lesy s horskými loukami, pastvinami a zemědělskou půdou. Lesy zabírají větší část území a jsou smíšené. Z listnatých stromů se nejvíc vyskytuje buk lesní, v menší míře bříza, javor, dub a habr, z jehličnanů je to smrk.
Ondavskou vrchovinu odvodňují řeky Ondava a Topľa s početnými menšími a většími přítoky. Řeka Ondava zásobuje svojí vodou vodní nádrž Veľká Domaša.
Převážná část Ondavské vrchoviny patří klimaticky mezi mírně teplé oblasti se zimními průměrnými teplotami −2 až −5 °C a letními teplotami 16–18 °C. Počet dní se sněhovou pokrývkou se pohybuje mezi 60–80, počet letních dní mezi 30–50. Výjimkou jsou jen místa v nejsevernější části, kde je podnebí o něco chladnější a naopak na jihu je zase o málo teplejší.